# Liste der Biografien/Hit
Liste der Biografien |
Portal Biografien |
Personensuche
# |
A |
B |
C |
D |
E |
F |
G |
H |
I |
J |
K |
L |
M |
N |
O |
P |
Q |
R |
S |
T |
U |
V |
W |
X |
Y |
Z |
?
 
Ha |
Hd |
He |
Hi |
Hj |
Hk |
Hl |
Hm |
Hn |
Ho |
Hr |
Hs |
Ht |
Hu |
Hv |
Hw |
Hy
 
Hia |
Hib |
Hic |
Hid |
Hie |
Hif |
Hig |
Hih |
Hii |
Hij |
Hik |
Hil |
Him |
Hin |
Hio |
Hip |
Hir |
His |
Hit |
Hiv |
Hiw |
Hix |
Hiy |
Hiz
Die Liste der Biografien führt alle Personen auf, die in der deutschsprachigen Wikipedia einen Artikel haben. Dieses ist eine Teilliste mit 188 Einträgen von Personen, deren Namen mit den Buchstaben „Hit“ beginnt.

## Hit
- Hit-Boy (* 1987), US-amerikanischer Musikproduzent und Rapper

### Hita
- Ḫita, König von Elam
- Hitachi, Hanako (* 1940), japanische Prinzessin
- Hitachi, Masahito (* 1935), japanischer Adeliger, Mitglied des Japanischen Kaiserhauses und der jüngere Bruder von Kaiser Akihito
- Hitachiyama, Taniemon (1874–1922), japanischer Sumōringer und 19. Yokozuna
- Hitaj, Eralda (* 1987), albanisches Model und Miss Albanien 2006

### Hitc
- Hitch, Clive (1931–2008), australischer Eishockeyspieler
- Hitch, Graham (* 1946), britischer Psychologe
- Hitch, Neon (* 1986), britische Sängerin und Songwriterin
- Hitchborn, N. G. (1818–1874), US-amerikanischer Geschäftsmann und Politiker
- Hitchcock, Albert Spear (1865–1935), US-amerikanischer Botaniker
- Hitchcock, Alex, britischer Jazzmusiker (Tenorsaxophon)
- Hitchcock, Alfred (1899–1980), britischer Filmregisseur und FilmproduzentAlfred Hitchcock (1899–1980)

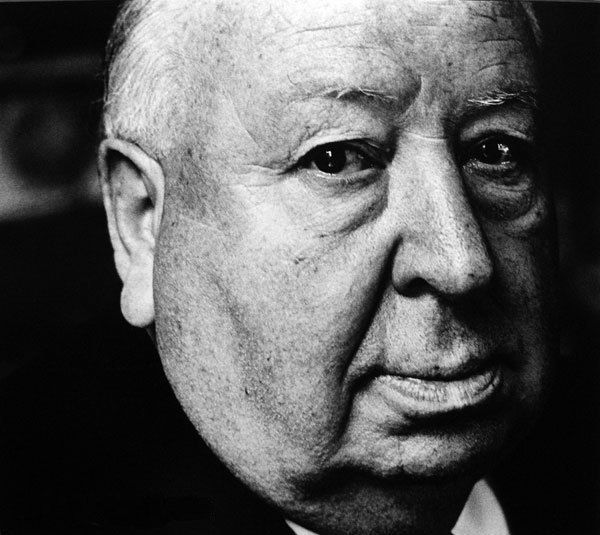
Alfred Hitchcock (1899–1980)

- Hitchcock, Billy (1916–2006), US-amerikanischer Baseballspieler
- Hitchcock, Bonnie-Sue (* 1965), US-amerikanische Reporterin und Autorin
- Hitchcock, Charles Henry (1836–1919), US-amerikanischer Geologe
- Hitchcock, Edward (1793–1864), amerikanischer Geologe
- Hitchcock, Ethan A. (1798–1870), US-amerikanischer General und Alchemist
- Hitchcock, Ethan A. (1835–1909), US-amerikanischer Politiker
- Hitchcock, Frank H. (1867–1935), US-amerikanischer Politiker
- Hitchcock, George (1850–1913), US-amerikanischer Maler
- Hitchcock, Gilbert Monell (1859–1934), US-amerikanischer Politiker
- Hitchcock, Henry-Russell (1903–1987), US-amerikanischer Architekturhistoriker
- Hitchcock, Herbert E. (1867–1958), US-amerikanischer Politiker
- Hitchcock, Hugh Wiley (1923–2007), US-amerikanischer Musikwissenschaftler
- Hitchcock, Jack († 2022), US-amerikanischer Jazzmusiker (Posaune, Vibraphon)
- Hitchcock, Jane (* 1953), US-amerikanische Filmschauspielerin
- Hitchcock, Jayne (* 1958), amerikanische Autorin und Aktivistin gegen Cyberstalking
- Hitchcock, John († 1774), britischer Cembalobauer
- Hitchcock, Ken (* 1951), kanadischer Eishockeytrainer
- Hitchcock, Ken († 2022), US-amerikanischer Jazz- und klassischer Musiker (Saxophon)
- Hitchcock, Lucius Wolcott (1868–1942), US-amerikanischer Maler, Illustrator und Kunstpädagoge
- Hitchcock, Michael (* 1958), US-amerikanischer Schauspieler, Komiker, Drehbuchautor und Fernsehproduzent
- Hitchcock, Nigel (* 1971), britischer Jazzmusiker
- Hitchcock, Orra White (1796–1863), US-amerikanische Malerin und Botanikerin
- Hitchcock, Patricia (1928–2021), britisch-US-amerikanische Schauspielerin und FilmproduzentinPatricia Hitchcock (1928–2021)

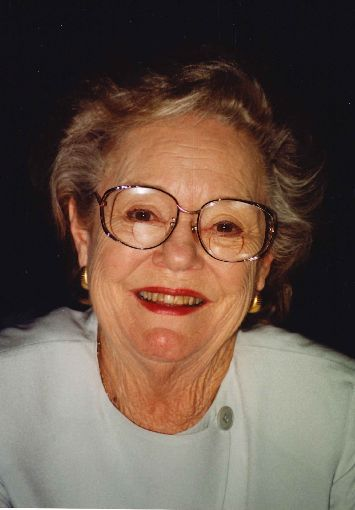
Patricia Hitchcock (1928–2021)

- Hitchcock, Peter (1781–1853), US-amerikanischer Jurist und Politiker
- Hitchcock, Phineas Warren (1831–1881), US-amerikanischer Politiker
- Hitchcock, Robyn (* 1953), englischer Sänger-Songschreiber
- Hitchcock, Samuel (1755–1813), US-amerikanischer Jurist und Politiker
- Hitchcock, Stan (1936–2023), US-amerikanischer Country-Musiker und Moderator
- Hitchcock, Thomas der Ältere, britischer Cembalobauer
- Hitchcock, Thomas der Jüngere, britischer Cembalobauer
- Hitchcock, Tom (* 1992), englischer Fußballspieler
- Hitchcock, William I. (* 1965), US-amerikanischer Historiker
- Hitchen, Albert (1938–2015), britischer Radsportler
- Hitchen, Anthony (1930–1988), britischer römisch-katholischer Geistlicher und Weihbischof in Liverpool
- Hitchens, Anthony (* 1992), US-amerikanischer American-Football-Spieler
- Hitchens, Christopher (1949–2011), britisch-US-amerikanischer Autor, Journalist und LiteraturkritikerChristopher Hitchens (1949–2011)

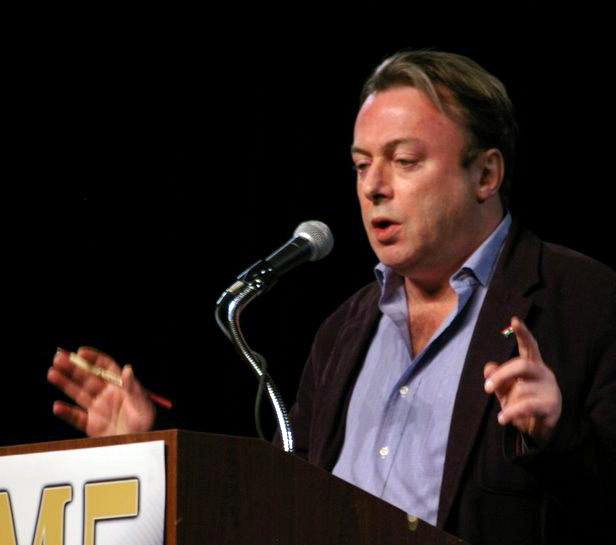
Christopher Hitchens (1949–2011)

- Hitchens, Dolores (1907–1973), US-amerikanische Schriftstellerin
- Hitchens, Gerry (1934–1983), englischer Fußballspieler
- Hitchens, Peter (* 1951), britischer Journalist und Autor
- Hitchin, Nigel (* 1946), britischer Mathematiker
- Hitchings, George Herbert (1905–1998), US-amerikanischer Biochemiker, Nobelpreisträger für Medizin
- Hitchman, Lionel (1901–1968), kanadischer Eishockeyspieler
- Hitchman, Michael (1913–1960), britischer Schauspieler
- Hitchon, Sophie (* 1991), britische Hammerwerferin

### Hite
- Hite, Bob (1945–1981), US-amerikanischer Sänger und Gründungsmitglied von Canned Heat
- Hite, Les (1903–1962), amerikanischer Bigband-Leiter
- Hite, Mattie (1889–1934), amerikanische Bluessängerin
- Hite, Richard (1951–2001), US-amerikanischer Bluesmusiker
- Hite, Shere (1942–2020), US-amerikanisch-deutsche Sexualwissenschaftlerin
- Hite, Wood (1850–1881), US-amerikanischer Bandit

### Hitf
- Hitfeld, Hermann († 1474), Kaufmann und Ratsherr der Hansestadt Lübeck

### Hitg
- Hitgen, Holger (* 1966), deutscher Vorderasiatischer Archäologe

### Hiti
- Hitimana, Hamza (* 2002), burundischer Fußballspieler
- Hitimana, Salim, islamischer Rechtsgelehrter

### Hitl
- Hitler, Adolf (1889–1945), deutscher Politiker (NSDAP), MdR, Reichskanzler, Diktator und KriegsverbrecherAdolf Hitler (1889–1945)

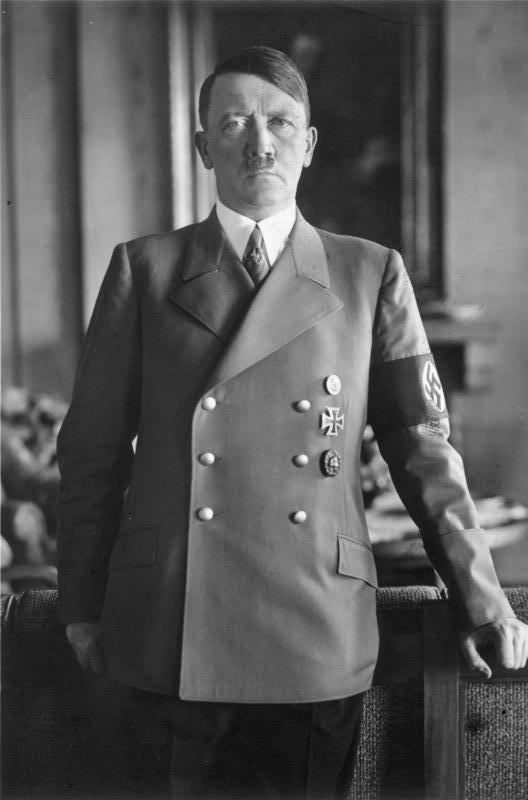
Adolf Hitler (1889–1945)

- Hitler, Alois (1837–1903), Vater Adolf Hitlers
- Hitler, Alois junior (1882–1956), Halbbruder von Adolf Hitler
- Hitler, Edmund (1894–1900), Bruder von Adolf Hitler und Paula Hitler
- Hitler, Gustav (1885–1887), Bruder von Adolf Hitler
- Hitler, Heinrich (1920–1942), deutscher Halbneffe Adolf Hitlers
- Hitler, Ida (1886–1888), Schwester von Adolf Hitler
- Hitler, Klara (1860–1907), Mutter Adolf Hitlers
- Hitler, Otto (1892–1892), Bruder von Adolf Hitler
- Hitler, Paula (1896–1960), Schwester Adolf Hitlers
- Hitler, William Patrick (1911–1987), US-amerikanisch-britischer Buchhalter und Autor, Halbneffe Adolf Hitlers und der Sohn von Alois Hitler junior
- Hitlin, David (* 1942), US-amerikanischer Physiker

### Hito
- Hitomi, Kinue (1907–1931), japanische Leichtathletin
- Hitomi, Takuya (* 1997), japanischer Fußballspieler
- Hitosato, Shigeki (* 1994), japanischer Eishockeyspieler
- Hitoshi, Kihara (1893–1986), japanischer Genetiker
- Hitotsumatsu, Sadayoshi (1875–1973), japanischer Rechtsanwalt und Politiker

### Hitp
- Hitpaß, Josef (1926–1986), deutscher Pädagogischer Psychologe

### Hits
- Hitsch, Roland, österreichischer Orgelbauer
- Hitschfel, Alexander (1826–1913), Zisterziensermönch, Prediger, Seelsorger, Katechet, Historiker und Schriftsteller
- Hitschhold, Hubertus (1912–1966), deutscher Offizier, zuletzt Generalmajor im Zweiten Weltkrieg sowie „Stuka“-Pilot der deutschen Luftwaffe
- Hitschler, Karl Walter (1922–2010), deutscher Unternehmer
- Hitschler, Konrad (1896–1945), deutscher Generalleutnant der Polizei und SS-Gruppenführer
- Hitschler, Thomas (* 1982), deutscher Politiker (SPD), MdBThomas Hitschler (* 1982)

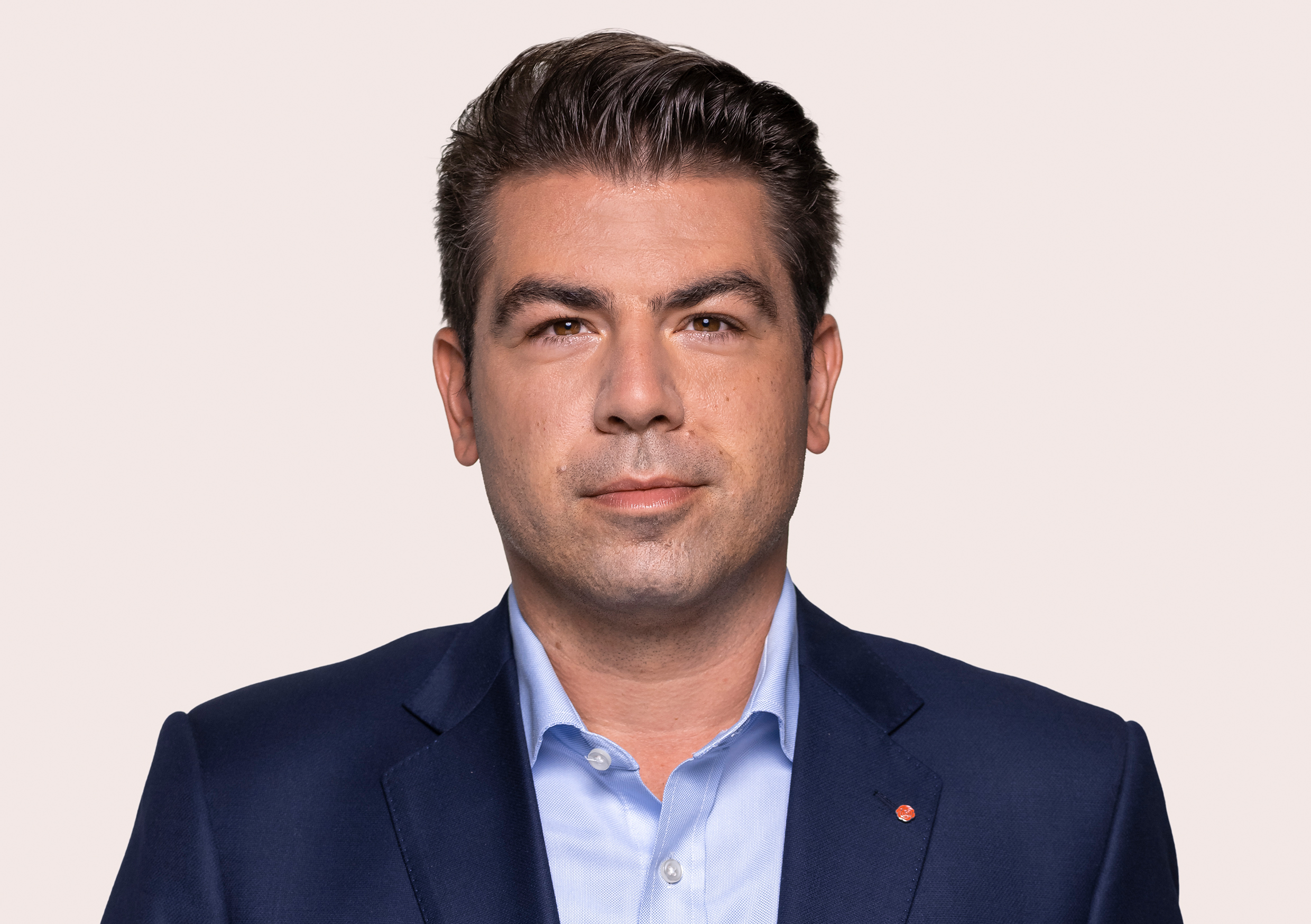
Thomas Hitschler (* 1982)

- Hitschler, Walter (1942–2017), deutscher Politiker (FDP), MdL, MdB
- Hitschler-Becker, Philip (* 1987), deutscher Unternehmer
- Hitschmann, Eduard (1871–1957), österreichisch-US-amerikanischer Psychoanalytiker
- Hitschmanova, Lotta (1909–1990), tschechoslowakisch-kanadische humanitäre Helferin
- Hitschold, Thomas (* 1957), deutscher Arzt und Wissenschaftler

### Hitt
- Hitt, Homer (1916–2008), US-amerikanischer Soziologe
- Hitt, Michael (* 1946), US-amerikanischer Ökonom und Hochschullehrer
- Hitt, Parker (1878–1971), US-amerikanischer Offizier und Kryptologe
- Hitt, Robert R. (1834–1906), US-amerikanischer Politiker
- Hittenkofer, Max (1844–1899), deutscher Architekt, Stadtplaner und Hochschullehrer
- Hitter, Alfons (1892–1968), deutscher Generalleutnant im Zweiten Weltkrieg
- Hitter, Willy (1905–1966), deutscher Gewerkschafter und Politiker (SPD), MdL
- Hitti, Joseph Habib (1925–2022), libanesisch-australischer Geistlicher, maronitischer Bischof von Sydney
- Hitti, Nassif, libanesischer Politiker
- Hitti, Philip Khuri (1886–1978), amerikanisch-libanesischer Islamwissenschaftler
- Hittinger, Chuck (* 1983), US-amerikanischer Schauspieler
- Hittle, Timothy (* 1958), US-amerikanischer Animator
- Hittmair, Anton (1892–1986), österreichischer Hämatologe
- Hittmair, Otto (1924–2003), österreichischer Physiker
- Hittmair, Rudolf (1889–1940), österreichischer Anglist
- Hittmair, Rudolph (1859–1915), österreichischer römisch-katholischer Bischof von Linz
- Hittman, Eliza, US-amerikanische Filmregisseurin, Drehbuchautorin und Filmproduzentin
- Hitto von Freising († 835), Bischof von Freising
- Hitto, Ghassan (* 1963), syrischer Geschäftsmann und Politiker
- Hittorf, Johann Wilhelm (1824–1914), deutscher Physiker und Chemiker
- Hittorff, Jakob Ignaz (1792–1867), französischer Architekt
- Hittorp, Melchior († 1584), römisch-katholischer Theologe

### Hitz
- Hitz, Aaron (* 1984), Schweizer Schauspieler und Hörspielsprecher
- Hitz, Alfred (1908–1935), sozialdemokratischer Widerstandskämpfer, NS-Opfer
- Hitz, Dora (1853–1924), deutsche MalerinDora Hitz (1853–1924)

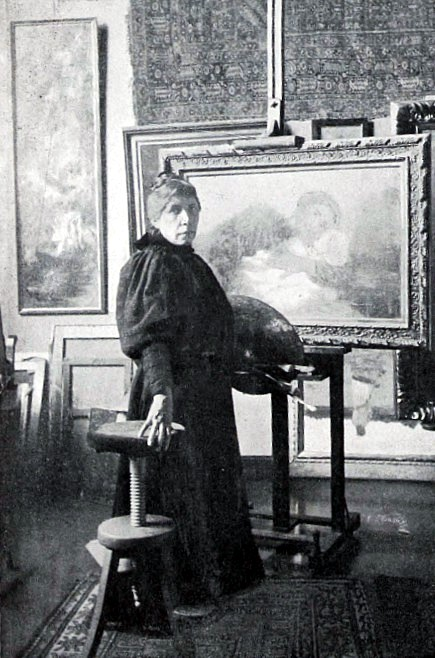
Dora Hitz (1853–1924)

- Hitz, Ewald (* 1891), deutscher Politiker (DNVP), MdL
- Hitz, Franz (* 1952), österreichischer Grafiker und Maler
- Hitz, Friedrich (1918–1997), deutscher Maler
- Hitz, Hans Conrad (1798–1866), Schweizer Porträtmaler
- Hitz, Martin (* 1959), österreichischer Universitätsprofessor für Informatik
- Hitz, Marwin (* 1987), Schweizer FussballtorhüterMarwin Hitz (* 1987)

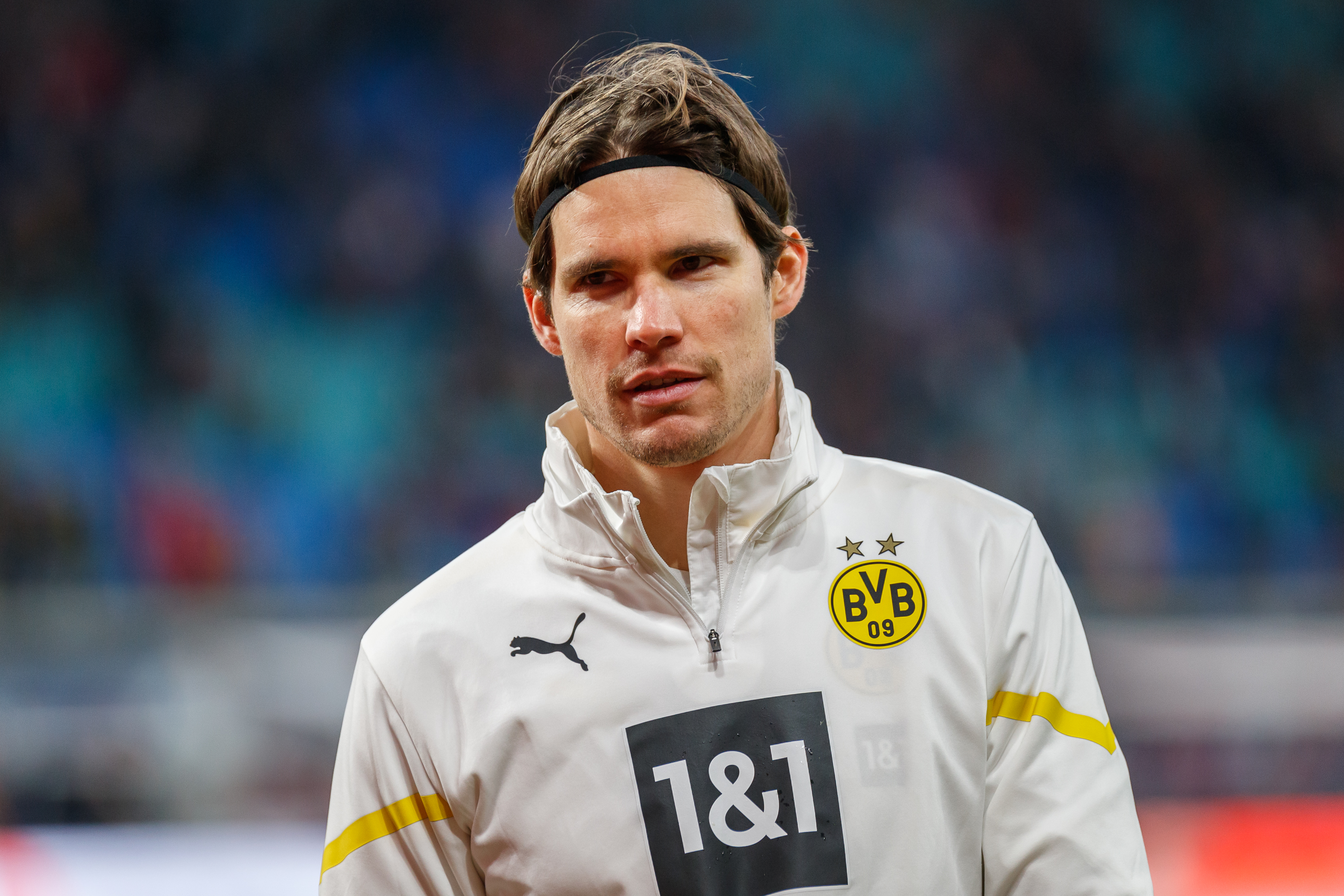
Marwin Hitz (* 1987)

- Hitz, Ralph B. (* 1964), US-amerikanischer Wirbeltierpaläontologe
- Hitz, Regula (* 1986), Schweizer Snookerspielerin
- Hitz, Sarina (* 2000), Schweizer Sportschützin
- Hitz, Zita (1925–2013), deutsche Schauspielerin
- Hitzberger, Eduard (* 1955), Schweizer Koch, Gastronom und Hotelier
- Hitzberger, Erna (1905–2003), deutsche Designerin
- Hitzberger, Otto (1878–1964), deutscher Bildhauer
- Hitzblech, Johannes (* 1964), deutscher Schauspieler und Regisseur
- Hitzbleck, Thomas (* 1947), deutscher Ruderer
- Hitze, Franz (1851–1921), deutscher katholischer Geistlicher, Sozialethiker und Politiker (Zentrum), MdR
- Hitze, Guido (* 1967), deutscher Historiker und Politologe
- Hitzegrad, Ernst (1889–1976), deutscher Polizeigeneral und SS-Gruppenführer
- Hitzel, Franz (1912–1994), deutscher Architekt und Baubeamter
- Hitzel, Julius (1877–1934), deutscher Architekt, Erzbischöflicher Baurat
- Hitzelberger, Johann Georg (1714–1792), deutscher Stuckateur und Baumeister des Rokoko
- Hitzelberger, Johann Sigmund (1745–1829), süddeutscher Bildhauer
- Hitzelberger, Johanna (1783–1849), deutsche Opernsängerin (Alt)
- Hitzelberger, Maximilian (1704–1784), süddeutscher Rokokobildhauer
- Hitzelberger, Regina (1788–1827), deutsche Opernsängerin (Sopran)
- Hitzelberger, Sabine (1755–1815), deutsche Opernsängerin (Sopran)
- Hitzemann, Günter (1929–2015), deutscher baptistischer Geistlicher
- Hitzenberger, Regina (* 1957), österreichische Physikerin
- Hitzer, Arnold (1902–1977), deutscher evangelischer Theologe; Mitglied der Bekennenden Kirche
- Hitzer, Bettina (* 1971), deutsche Neuzeithistorikerin und Hochschullehrerin
- Hitzer, Friedmar (* 1969), niederländischer Jazzgeiger
- Hitzer, Friedrich (1935–2007), deutscher Slawist, Schriftsteller, Übersetzer, Gewerkschafter und Kommunist
- Hitzer, Kathrin (* 1986), deutsche BiathletinKathrin Hitzer (* 1986)

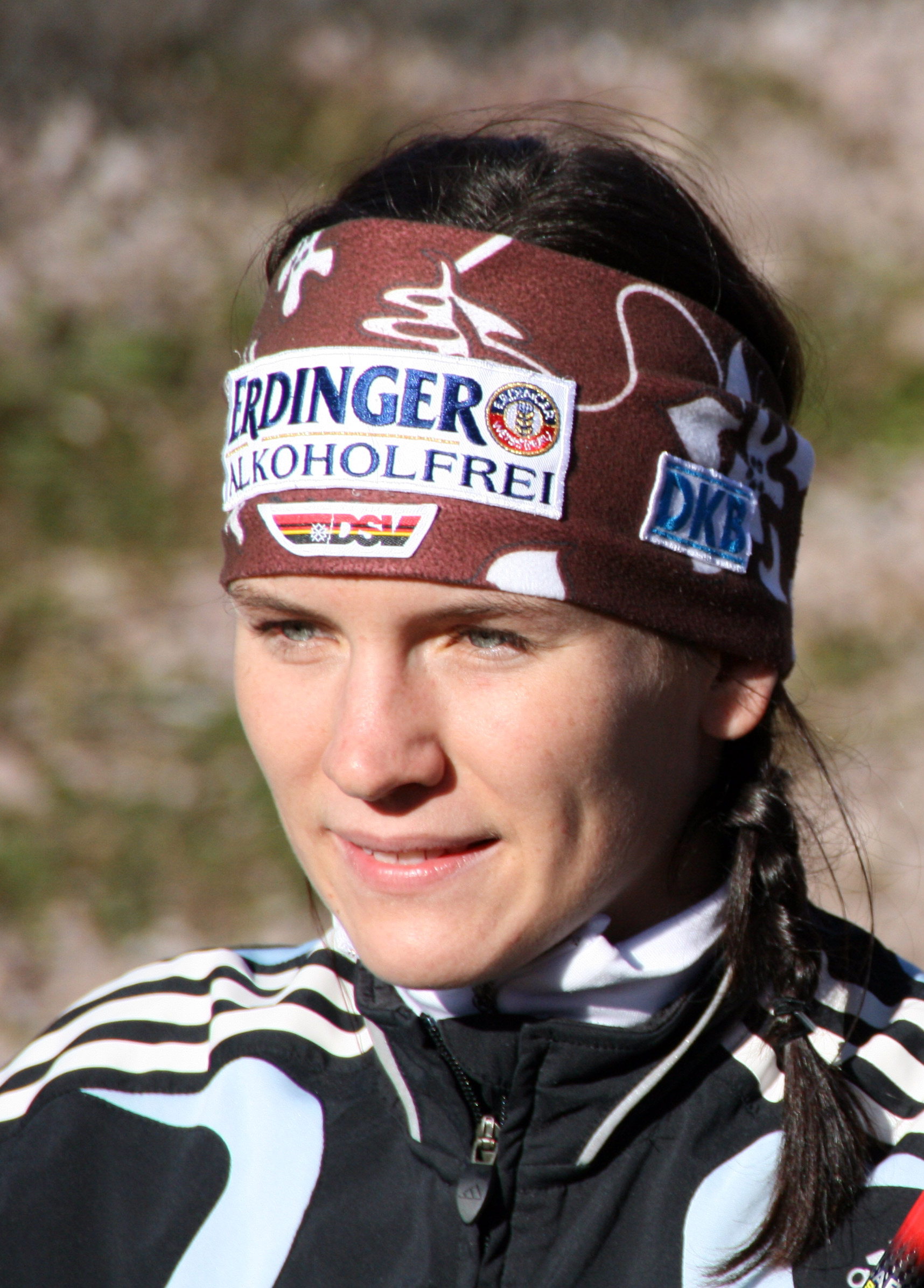
Kathrin Hitzer (* 1986)

- Hitzer, Werner (1918–2005), deutscher Maler und Grafiker
- Hitzfeld, August (1890–1970), deutscher Politiker (CDU), MdBB
- Hitzfeld, Karlleopold (1898–1985), deutscher Heimatforscher, Historiker und Schulleiter
- Hitzfeld, Mathilde (1826–1905), pfälzische Freischärlerin
- Hitzfeld, Ottmar (* 1949), deutscher Fußballspieler und -trainerOttmar Hitzfeld (* 1949)

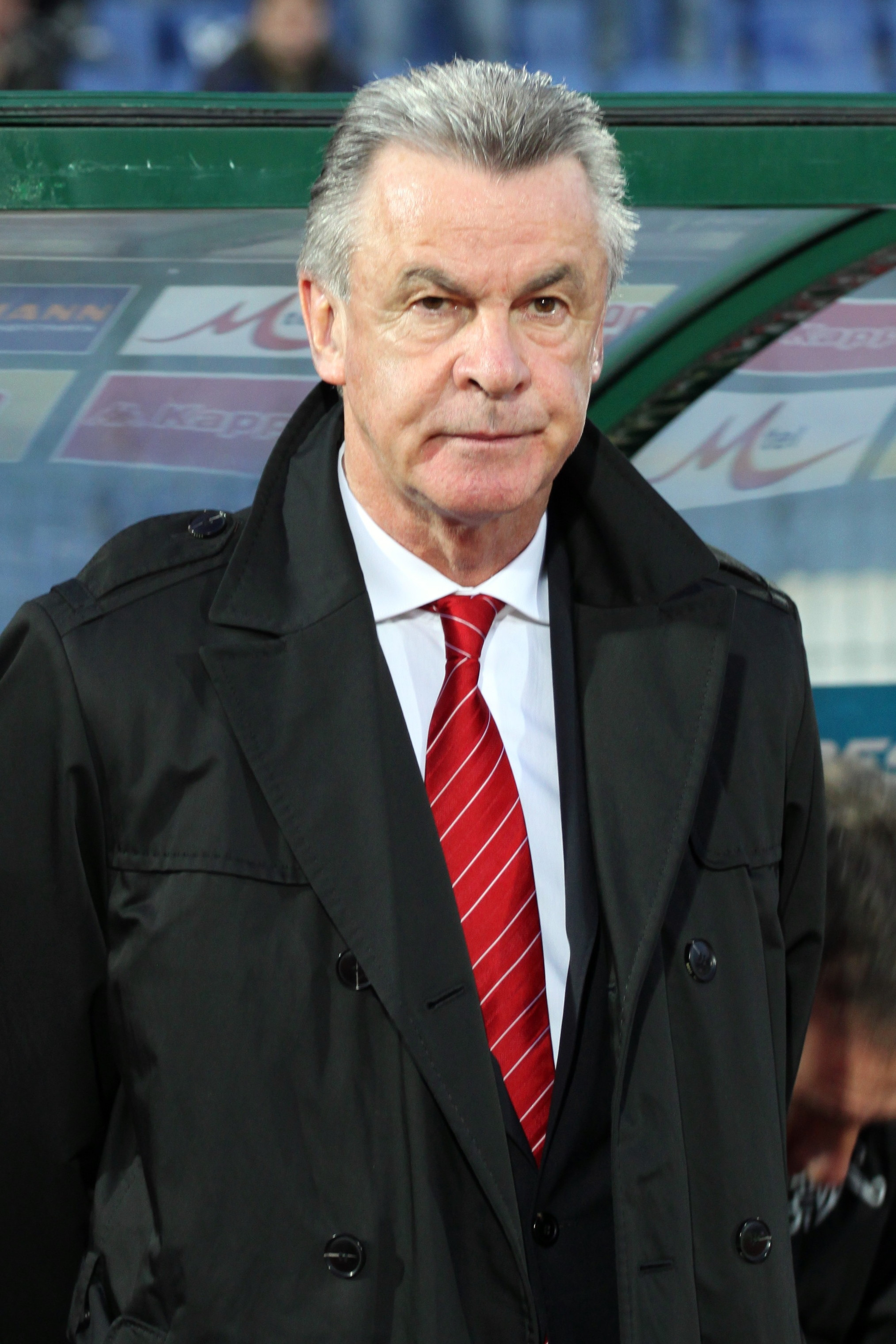
Ottmar Hitzfeld (* 1949)

- Hitzfeld, Otto (1898–1990), deutscher General der Infanterie im Zweiten Weltkrieg
- Hitzig, Daniel (* 1959), Schweizer Moderator
- Hitzig, Eduard (1838–1907), deutscher Hirnforscher
- Hitzig, Felix (* 1988), deutscher Politiker (CDU), MdL
- Hitzig, Ferdinand (1807–1875), deutscher protestantischer Theologe
- Hitzig, Friedrich (1811–1881), deutscher Architekt
- Hitzig, Friedrich Wilhelm (1767–1849), deutscher evangelischer Pfarrer und Dekan, Mitglied der Badischen Ständeversammlung
- Hitzig, Hermann (1843–1918), Schweizer klassischer Philologe
- Hitzig, Hermann Ferdinand (1868–1911), Schweizer Rechtshistoriker
- Hitzig, Julius Eduard (1780–1849), deutscher Schriftsteller und Kammergerichtsrat
- Hitzig, Ulrich (1924–2005), Schweizer Fernsehproduzent
- Hitzig, Walter H. (1922–2012), Schweizer Kinderarzt und Transplantationsmediziner
- Hitzigrath, Heinrich (1855–1925), deutscher Gymnasiallehrer in Wittenberg und Hamburg
- Hitzigrath, Helmut (1891–1950), deutscher evangelischer Pfarrer in Berlin-Moabit
- Hitzigrath, Rüdiger (1929–2017), deutscher Politiker (SPD), MdA, MdB, MdEP
- Hitzing, Franka (* 1966), deutsche Politikerin (FDP), MdL
- Hitzinger, Walter (1908–1975), österreichischer Industriemanager
- Hitzl, Konrad (1953–2019), deutscher Klassischer Archäologe
- Hitzler, Alfons (1897–1945), deutscher Politiker (NSDAP), MdR, Kreisleiter
- Hitzler, Anja (* 1983), deutsche Bogenschützin
- Hitzler, Bernd (* 1957), deutscher Politiker (CDU), Bürgermeister, MdL
- Hitzler, Daniel (1575–1635), deutscher evangelisch-lutherischer Theologe und Geistlicher
- Hitzler, Franz (* 1946), deutscher Maler, Grafiker und Bildhauer
- Hitzler, Georg (1528–1591), deutscher Philologe und Rhetoriker sowie Hochschullehrer
- Hitzler, Gotthilf (1882–1933), deutscher Redakteur, Ministerialbeamter und Politiker (SPD)
- Hitzler, Hermann Christian (1899–1982), deutscher Manager
- Hitzler, Ronald (* 1950), deutscher Soziologe
- Hitzlsperger, Thomas (* 1982), deutscher FußballspielerThomas Hitzlsperger (* 1982)

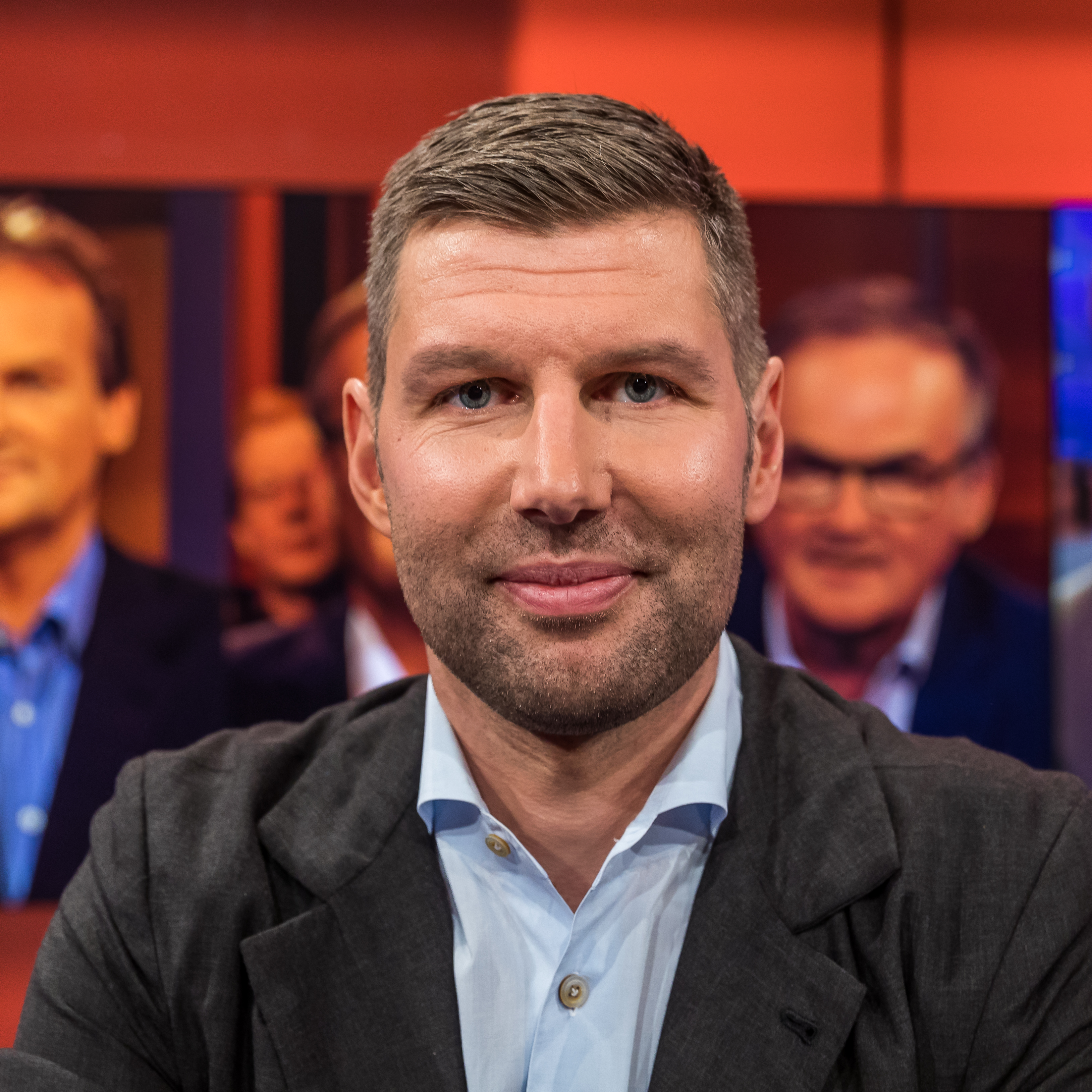
Thomas Hitzlsperger (* 1982)

- Hitzschold, August (1817–1876), deutscher Jurist, Politiker und Autor